# Ōsato (Miyagi)
Ōsato (大郷町 Ōsato-chō?) es un pueblo localizado en la prefectura de Miyagi, Japón. En octubre de 2018 tenía una población de 8.005 habitantes y una densidad de población de 97,6 personas por km². Su área total es de 82,01 km².

## Geografía

### Municipios circundantes
- Prefectura de Miyagi
  - Ōsaki
  - Taiwa
  - Ōhira
  - Matsushima
  - Rifu

## Demografía
Según datos del censo japonés, la población de Ōsato ha disminuido en los últimos años.
| Año del censo | Población |
| ------------- | --------- |
| 1995          | 10.220    |
| 2000          | 9.768     |
| 2005          | 9.424     |
| 2010          | 8.927     |
| 2015          | 8.370     |